# Argajaš
Argajaš (in russo Аргаяш?) è un villaggio della Russia che appartiene all'oblast' di Čeljabinsk; è il centro amministrativo del rajon Argajašskij.
Si trova sulla riva dell'omonimo lago, 56 km a nord-ovest di Čeljabinsk.